# Новодрачоніно
Новодрачо́ніно (рос. Новодрачёнино) — село у складі Зоринського району Алтайського краю, Росія. Адміністративний центр Новодрачонінської сільської ради.

## Населення
Населення — 736 осіб (2010; 731 у 2002).
Національний склад (станом на 2002 рік):
- росіяни — 91 %